# Triatlón en los Juegos Suramericanos de 2014 - Individuales Masculino
La prueba de Individuales Masculino de triatlón en Santiago 2014 se llevó a cabo el 8 de marzo de 2014 en el borde costero de Viña del Mar. La prueba fue desarrollada bajo los estándares olímpicos: 1500 metros de natación, 40 kilómetros de ciclismo y 10 kilómetros de pedestrismo. Participaron en la prueba 20 triatletas.

## Resultados
| Rank              | Nacionalidad | Triatleta             | Tiempo Total | Diferencia  |
| ----------------- | ------------ | --------------------- | ------------ | ----------- |
| Medalla de oro    | Argentina    | Gonzalo Tellechea     | 01:52:43.43  |             |
| Medalla de plata  | Argentina    | Luciano Taccone       | 01:52:47.46  | +0:00:04.03 |
| Medalla de bronce | Chile        | Luis Barraza Rojas    | 01:52:58.80  | +0:00:15.37 |
| 4                 | Brasil       | Diogo Sclebin         | 01:53:27.90  | +0:00:44.47 |
| 5                 | Ecuador      | Juan José Andrade     | 01:54:03.44  | +0:01:20.01 |
| 6                 | Chile        | Gaspar Riveros        | 01:54:17.79  | +0:01:34.36 |
| 7                 | Brasil       | Bruno Pereira         | 01:54:35.78  | +0:01:52.35 |
| 8                 | Venezuela    | Carlos Pérez          | 01:54:40.12  | +0:01:56.69 |
| 9                 | Chile        | Felipe Van de Wyngard | 01:54:56.21  | +0:02:12.78 |
| 10                | Argentina    | Flavio Morandini      | 01:56:38.81  | +0:03:55.38 |
| 11                | Chile        | Agustín Feres         | 01:56:48.69  | +0:04:05.26 |
| 12                | Ecuador      | Andrés Cascabango     | 01:56:56.94  | +0:04:13.51 |
| 13                | Colombia     | Carlos Quinchara      | 01:57:29:91  | +0:04:46.48 |
| 14                | Colombia     | Hernán Rubiano        | 01:58:01.79  | +0:05:18.36 |
| 15                | Uruguay      | Martín Oliver         | 01:58:15.04  | +0:05:31.61 |
| 16                | Argentina    | Luciano Farías        | 01:58:42.07  | +0:05:58.64 |
| 17                | Aruba        | Renze Postma          | 01:59:32.64  | +0:06:49.21 |
| 18                | Ecuador      | Ramón Matute          | 02:01:30.57  | +0:08:47.14 |
| 19                | Venezuela    | Joscar Duque          | 02:04:12.98  | +0:11:29.55 |
| 20                | Perú         | José Fernando Gómez   | 02:11:28.22  | +0:18:44.79 |